# Centruroides infamatus
Espèce
Synonymes
- Tityus infamatus C. L. Koch, 1844

Centruroides infamatus est une espèce de scorpions de la famille des Buthidae.

## Distribution
Cette espèce est endémique du Mexique. Elle se rencontre au Sinaloa, au Nayarit, au Jalisco, au Colima, au Michoacán, en Aguascalientes, au Zacatecas, au Guanajuato et au Veracruz.

## Description

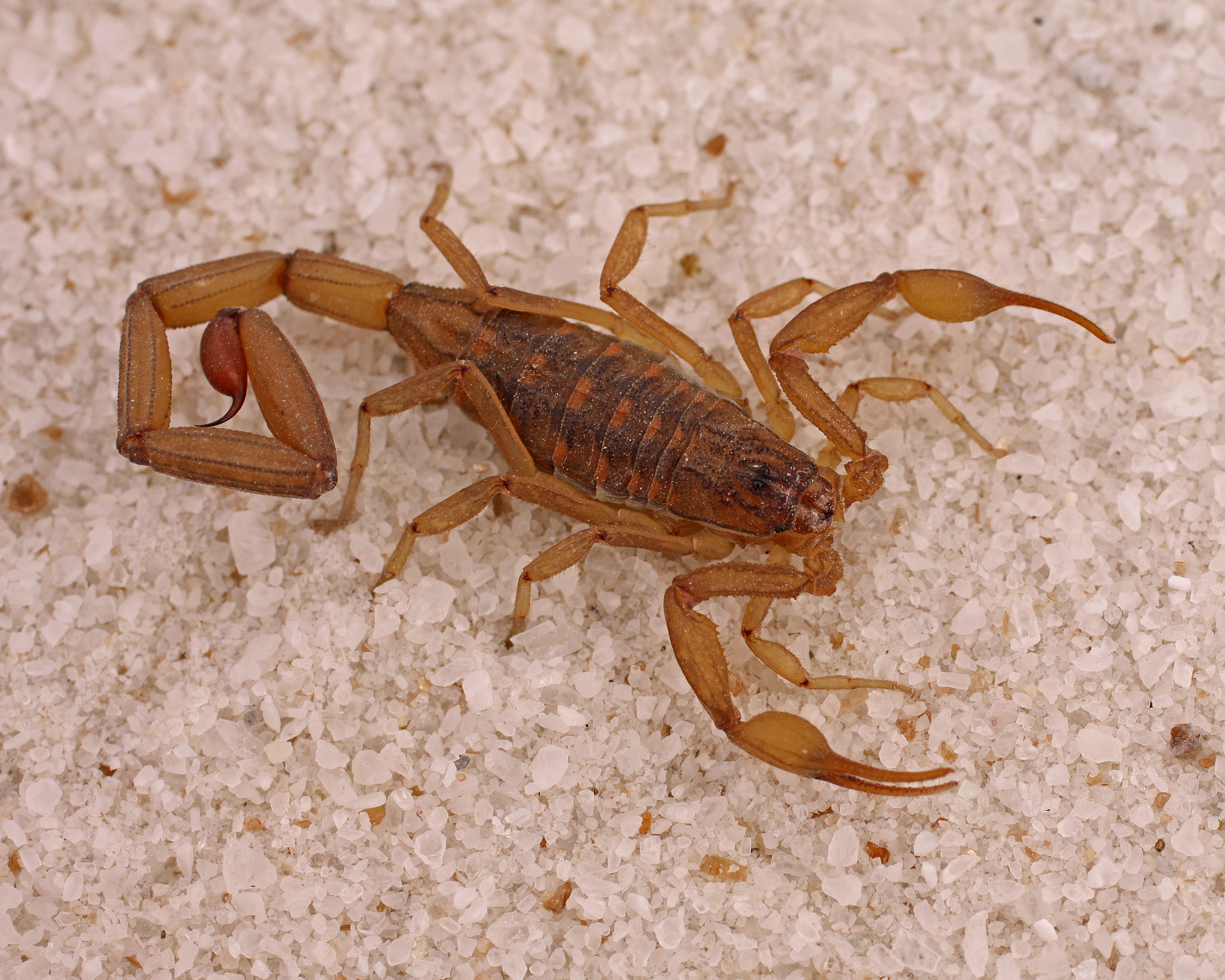
Centruroides infamatus

Les mâles mesurent de 50 à 63 mm et les femelles de 49 à 57 mm.

## Publication originale
- C. L. Koch, 1844 : Die Arachniden. Nürnberg, vol. 11, p. 1-174 (texte intégral).